# Сирвидас, Константинас
Константи́н Игнатьевич Ши́рвид  ( лат. Constantinus Szyrwid, лит. Konstantinas Sirvydas; пол. Konstanty Szyrwid; между 1578 и 1581 — 23 августа 1631, Вильна) — литовский лексикограф, один из основоположников литовской письменности.

## Биография
Родился, как предполагают, в окрестностях Аникщяй. В 1598 году в Вильнюсe вступил в орден иезуитов. Учился в иезуитских коллегиях Вильны, Риги и других городов, затем в Виленской иезуитской академии (Almae Academia et Universitas Vilnensis Societatis Jesu; 1606—1610), был профессором академии. Около десяти лет читал проповеди в академическом костёле Святых Иоаннов в Вильнюсe.
Подготовил первый польско-латинско-литовский словарь „Dictionarium trium linquarum“ («Словарь трёх языков»). Первое издание вышло в свет в Вильнюсе около 1620 года, затем словарь неоднократно переиздавался: 2-е дополненное издание 1629; 1631, 1642, 1677, 1713. Словарь предназначался для студентов, изучающих поэтику и риторику; содержал около 14 000 слов. До середины XIX века словарь оставался единственным отпечатанным в Литве словарём литовского языка (словари литовского языка издавались в Пруссии).
Написал сборник проповедей (точнее — конспектов или краткого содержания проповедей) „Punktai sakymų“ на литовском и польском языках (первое издание 1629, второе 1644). Издал комментарии к «Песне песней» и «Посланию апостола Павла эфесянам» („Explanationes in Cantica Canticorum Salomonis et in epistolam D. Pavli ad Ephesios“).
Имя Сирвидаса носит улицы: в Аникщяй; в центре Вильнюса (K. Sirvydo g., в советское время Рашитою), один из дворов в ансамбле Вильнюсского университета, сквер в Старом городе  (K.Sirvydo skveras, между улицами Гаоно, Шварцо и Пилес).